# ダーリントン・レースウェイ
ダーリントン・レースウェイ (Darlington Raceway) は、サウスカロライナ州のダーリントン市にあるオーバルトラック。1周1,366マイル（約2,186m）。観客席数は63,000。愛称はThe Lady in Black。
1950年オープンと、NASCARのスタート前から存在する古参のトラックで、2009年で60年の開催がある。2003年までは春秋の2回開催であったが、2004年にネクステルカップ（現・NASCARカップ・シリーズ）にチェイスが導入されると同時に春のみの1回開催となっている。ネイションワイド・シリーズも同時開催されるが、キャンピング・ワールド・トラック・シリーズは開催なし。
場外にはダーリントン・ミュージアムと呼ばれる歴史博物館が存在し、デイトナやシャーロットと並ぶ「NASCAR第3の聖地」と言える。

## トラックの特徴
- コース寸法

|                            | 長さ                 | バンク角           |
| -------------------------- | -------------------- | ------------------ |
| フロントストレート         | 1229フィート(374.6m) | 3°                 |
| バックストレート           | 1229フィート(374.6m) | 2°                 |
| ターン1,ターン2            | -                    | 23°                |
| ターン3,ターン4            | -                    | 25°                |
| 全長：1.366マイル(2198.4m) | 路面：アスファルト   | 路面：アスファルト |

直線長はフロント、バックともに共通であるが、ターン1～2とターン3～4の曲率が違い、1～2の方が大きく、バンク角も3～4の23度に対し25度と角度が付いている。しかしコースは広いものの、半分より外側でいきなりバンク角が増える丼状のプログレッシブバンクを持つ非常に独特のレイアウトである。そのためローラインは全くといっていいほど使えず、半分より上のミドルハイ～ハイラインがメインとなる。よってレースでは壁際ギリギリの争いが見られる。
またタイヤのコンディションの差が走りに影響しにくいトラックであり、4タイヤチェンジでも有利に走れるのは5～6周ほど。そのため2タイヤチェンジはギャンブルとはならず、燃料補給のみのスプラッシュ・ピットもよく見られる光景である。

## 手懐けるのが難しいトラック(The Track Too Tough to Tame)
特徴の節にあるように、常時ハイラインという特殊なレイアウトだけでなく、バンク自体も急激に立ち上がり、急激に下がるという特徴も持っている。そのためターンインでスライドしながらミドルハイからハイライン側にラインを変え、バンク角が立ち上がった所でその効果によってスライドが止まり、繊細なアクセルワークで立ち下がったバンク角によるルースを起こさないように抜けていくというドライビングが要求される。これはターンインでイン側に入ってオーバーテイクすることの難しさを示すことになる。というのもターンのイン側半分はほとんどバンク角がない状態なので、相手より早いスピードで飛び込みつつ、期待できないバンクを考えながらスピードを落とし、インに付きながらもアウトよりバンク角が低く大幅不利な状態で抜かれないようスピードをキープしなければ出口で抜き返されてしまうのである。こういったターンの難しさがThe Track Too Tough to Tame（このトラックを手なずけるのは難しい）と言われる所以である。

## ダーリントンストライプ(Darlington Stripe)
上記の理由もあって、自分から止めきれなくて外側へ飛ぶ、内側からぶつけられて飛ばされる、後ろから突かれ飛んでいくなど差異はあるものの、ビッグ・ワンこそ起こりにくいがスピンクラッシュは続出する。また自分でスライドを止めようとせず、ウォールへ軽くブラッシュさせることでそのスライドを止めるなど色々あるが、ウォールには黒いタイヤ跡が大量に付き、ボディのアウト側にも壁とこすれた跡が残る。これらダーリントンでよくある傷跡を総称し、Darlington Stripeと言われる。コースウォールの再塗装には50人分の労力が必要で、30ガロン(およそ114リットル)のペンキを消費する。

## 記録

### トラックレコード
| イベント                                            | 開催日                                     | ドライバー                                 | タイム                                     | 速度/平均速度                              |
| モンスターエナジー・NASCARカップ・シリーズ          | モンスターエナジー・NASCARカップ・シリーズ | モンスターエナジー・NASCARカップ・シリーズ | モンスターエナジー・NASCARカップ・シリーズ | モンスターエナジー・NASCARカップ・シリーズ |
| --------------------------------------------------- | ------------------------------------------ | ------------------------------------------ | ------------------------------------------ | ------------------------------------------ |
| 予選                                                | 2014年4月11日                              | エリック・アルミローラ                     | 25.147                                     | 184.145 mph (296.353 km/h)                 |
| 決勝(500マイル)                                     | 2013年5月11日                              | マット・ケンゼス                           | 3:32:29                                    | 141.383 mph (227.534 km/h)                 |
| NASCAR エクスフィニティ・シリーズ                   |                                            |                                            |                                            |                                            |
| 予選                                                | 2008年5月9日                               | カール・エドワーズ                         | 27.784                                     | 176.994 mph (284.844 km/h)                 |
| 決勝(200マイル)                                     | 1992年9月5日                               | マイケル・ウォルトリップ                   | 1:27:13                                    | 138.14 mph (222.31 km/h)                   |
| NASCAR ガンダー・アウトドアーズ・トラック・シリーズ |                                            |                                            |                                            |                                            |
| 予選                                                | 2011年5月11日                              | コール・ウィット                           | 28.273                                     | 173.933 mph (279.918 km/h)                 |
| 決勝(200マイル)                                     | 2003年5月14日                              | ボビー・ハミルトン                         | 1:30:09                                    | 133.645 mph (215.081 km/h)                 |